# 斯卡加菲厄泽
斯卡加菲厄泽（冰島語發音：[ˈskaːɣaˌfjœrðʏr̥]）是冰岛西北区的市镇，范围包括该区围绕同名峡湾斯卡加峡湾的大部分土地。

## 概况
该市镇是在1998年由斯卡加峡湾地区12个市镇中的11个市镇投票合并而成。所有参加投票的11个市镇都同意合并，而阿克拉区并未参加投票。2022年2月，阿克拉区和斯卡加菲厄泽的居民投票是否合并。2022年春季时合并正式完成，阿克拉区并入斯卡加菲厄泽。

## 友好城市
斯卡加菲厄泽与下列地方结为友城关系：
- 芬兰 埃斯波
- 丹麦 克厄市鎮
- 挪威 孔斯贝格
- 瑞典 克里斯蒂安斯塔德市镇